# Pure Heroine
Pure Heroine är det första studioalbumet av den nyzeeländska sångerskan Lorde, utgivet den 27 september 2013 på Universal Music. Låtarna är skrivna av Lorde ihop med producenten Joel Little och kan beskrivas som electropop med fokus på beats och rapinspirerad sång. På albumet återfinns bland annat Lordes mycket framgångsrika debutsingel "Royals".
Albumet nådde förstaplatsen i både Nya Zeeland och Australien.

## Produktion
| "Mitt mål är att utforma en samling verk som hänger ihop, som känns som ett album och är något jag kommer att vara stolt över. Jag arbetar för närvarande med ett album och det verkar som att många album nu för tiden inte känns som en sammanhängde uppsättning låtar som kompletterar varandra och betyder något som en grupp. Om jag kan göra något som känns så, och som känns rätt och äkta och bra, då kommer jag att ha lyckats." |
| – Lorde om sitt mål med Pure Heroine |

Liksom med The Love Club EP spelades Pure Heroine in med producenten Joel Little vid Golden Age Studios i Auckland. Lorde berättade att hon eftersträvade ett sammanhängande album men att hon från början inte hade något specifikt sound i åtanke. Musik som hon lyssnade på och influerades av under låtskapandet bestod av diverse hiphop, pop och elektronisk musik, i synnerhet James Blake och Lana Del Rey.
Under deras vistelse i Golden Age Studios, en förhållandevis liten studio, hade Lorde och Little varken några andra studiomusiker eller dyr teknik att tillgå. Så snart de hade kommit igång och fått ihop en del demomaterial skickade de över det till A&R Scott Maclachlan samtidigt som de utbytte tankar och idéer. Lorde har även nämnt pojkvännen James Lowe som ett personligt stöd när hon skrev sina sångtexter och att han till sist motiverade henne till att skriva merparten av albumet. Inspelningsprocessen, som slutfördes på mindre än ett år, var enligt Maclachlan tämligen kort och merparten av det material som presenterades för honom dök också upp på albumet. Lorde och Little skrev samtliga låtar tillsammans, där 10 av dessa kom med på den slutliga skivan och omkring sju stycken valdes bort.

## Låtlista
Alla låtar är skrivna och komponerade av Lorde och Joel Little; förutom "Swingin Party", skriven av Paul Westerberg. 
| Nr           | Titel             | Längd |
| ------------ | ----------------- | ----- |
| 1.           | Tennis Court      | 3:18  |
| 2.           | 400 Lux           | 3:54  |
| 3.           | Royals            | 3:10  |
| 4.           | Ribs              | 4:18  |
| 5.           | Buzzcut Season    | 4:06  |
| 6.           | Team              | 3:13  |
| 7.           | Glory and Gore    | 3:30  |
| 8.           | Still Sane        | 3:08  |
| 9.           | White Teeth Teens | 3:36  |
| 10.          | A World Alone     | 4:54  |
| Total längd: | Total längd:      | 37:08 |

| 11. | Bravado                    | 3:41 |
| 12. | Swingin Party              | 3:42 |
| 13. | Bravado (Fffrrannno Remix) | 3:43 |

| 11.          | No Better                              | 2:50  |
| 12.          | Bravado                                | 3:41  |
| 13.          | Million Dollar Bills                   | 2:18  |
| 14.          | The Love Club                          | 3:21  |
| 15.          | Biting Down                            | 3:33  |
| 16.          | Swingin Party (The Replacements-cover) | 3:42  |
| Total längd: | Total längd:                           | 56:44 |

## Medverkande
- Lorde – sång, ytterligare produktion
- Stuart Hawkes – mastering
- Charles Howells – fotografi
- Mario Hugo – design, illustration
- Joel Little – ljudtekniker, instrumentation, ljudmix, produktion
- Ania Nowak – designsupport

Medverkande är hämtade ur albumhäftet till Pure Heroine.

## Listplaceringar
| Lista (2013–14)                          | Högsta position |
| ---------------------------------------- | --------------- |
| Australien (ARIA Charts)                 | 1               |
| Danmark (Tracklisten)                    | 12              |
| Finland (Finlands officiella lista)      | 17              |
| Frankrike (SNEP)                         | 20              |
| Irland (IRMA)                            | 4               |
| Italien (FIMI)                           | 26              |
| Kanada (Canadian Albums Chart)           | 2               |
| Norge (VG-lista)                         | 2               |
| Nya Zeeland (RIANZ)                      | 1               |
| Schweiz (Swiss Music Charts)             | 8               |
| Sverige (Sverigetopplistan)              | 6               |
| Spanien (PROMUSICAE)                     | 9               |
| Storbritannien (Official Charts Company) | 4               |
| Tyskland (Media Control Charts)          | 13              |
| USA (Billboard 200)                      | 3               |
| Österrike (Ö3 Austria Top 40)            | 14              |